# Jiiddu jezik
Jiiddu jezik (af-jiiddu, jiddu; ISO 639-3: jii), afrazijski jezik somalske podskupine istočnokušitskih jezika, kojim govori 23 000 ljudi (2006.; 29 726, 2000. WCD; 20 000 do 60 000, 1992.) u somalskim distriktima Qoryooley, Dhiinsoor, Jilib i Buurhakaba.
Etnički Jiiddu pripadaju Digilima, a poznati su kao uzgajivači banana

## Vanjske poveznice
- Ethnologue (14th)
- Ethnologue (15th)